# Getting Away With Murder
Getting Away With Murder er titlen på det fjerde album, fra det amerikanske alternative/hardcore/punk band Papa Roach. Albummet går også under forkortelsen GAWM. Papa Roach har med dette album, ligesom med de fleste tidligere albums, lagt stilen en del om – og denne gang blev albummet omsider taget imod af pressen.
Papa Roach udtaler, at de selv mener Getting Away With Murder og Scars definerer dette album – og at de med Getting Away With Murder har presset deres evner til det yderste. Albummet blev udgivet d. 31. august 2004.

## Trackliste
Udover sangene på albummet som er listet herunder, er der også en video/dokumentar på albummet, hvor lytteren kan se hvordan albummet, specielt sangene Getting Away With Murder og Scars, blev til. Følgende sange er at finde på Getting Away With Murder-albummet:
1. Blood (Empty Promises)
2. Not Listening
3. Stop Looking / Start Seeing
4. Take Me
5. Getting Away With Murder
6. Be Free
7. Done With You
8. Scars
9. Sometimes
10. Blanket of Fear
11. Tyranny of Normality
12. Do or Die

Tracklisten blev dog udvidet med en speciel udgave af Getting Away With Murder, der også indeholder numrene Harder Than A Coffin Nail og Caught Dead.

## Singler & Musikvideoer

### Getting Away With Murder
Getting Away With Murder var også titlen på den første single i forbindelse med albummet af samme navn. Papa Roach lavede ligeledes en musikvideo der er meget politisk orienteret.

### Scars
Scars var den anden single og musikvideo. Musikvideoen blev udsat i første omgang, fordi bandet ikke var tilfreds med resultatet. De mente ikke der lå nok sjæl og følelse i den måde videoen var lavet på.